# جیمز الیس
جیمز الیس (انگلیسی: James O. Ellis؛ زادهٔ ۲۰ ژوئیهٔ ۱۹۴۷) ادمیرال بازنشسته نیروی دریایی ایالات متحده آمریکا است، که در فاصله سال‌های ۲۰۰۲ تا ۲۰۰۴ به‌عنوان فرمانده ستاد فرماندهی راهبردی ایالات متحده آمریکا فعالیت می‌کرد.
او تا ماه مه ۲۰۱۲ رئیس و مدیر اجرایی موسسه عملیات انرژی هسته‌ای بود. وی در سال ۲۰۰۴ به هیئت مدیره لاکهید مارتین پیوست و تا سال ۲۰۲۴ در این شرکت فعالیت کرد.
از زمان بازنشستگی از نیروهای مسلح، الیس به عنوان عضو برجسته مهمان آننبرگ در موسسه هوور در دانشگاه استنفورد بوده است.
در سال ۲۰۱۳، الیس به دلیل رهبری در پیشبرد عملیات ایمن نیروگاه‌های هسته‌ای در سراسر جهان به عنوان عضو آکادمی ملی مهندسی انتخاب شد.